# Hydroptila tagus
Hydroptila tagus är en nattsländeart som beskrevs av Garcia Jalon och Gonzalez 1985. Hydroptila tagus ingår i släktet Hydroptila och familjen smånattsländor. Inga underarter finns listade i Catalogue of Life.